# MCM
MCM (originalmente un acrónimo de Monte-Carlo Musique, más tarde Ma Chaîne Musicale, 'Mi canal de música') es un canal de televisión temático, de música y privado perteneciente al Groupe M6, que transmite en Mónaco y Francia.

## Historia
Creado por el Grupo de Europa 1 en 1989 siguiendo el modelo del MTV en francés, MCM es parte del grupo de canales que emiten por difusión directa a través del satélite TDF 1. Debido al bajo número de hogares en condiciones de recibir la señal por satélite, la cadena fue tomada de 1989 a 1992 por TMC, que había participado en su creación y estaba 993 , la cadena de Mónaco es reorganizado y el acuerdo de distribución con MCM se rompe.
Desde esa fecha, MCM se emite por cable y CanalSat y las siglas MCM ahora significan "Ma Chaîne Musique.
Una variante del canal, dedicado al R & B y llamada MCM África fue establecida en 1998 .Fue vendida a finales de 1990 al grupo estadounidense Alliance Trace Media.
En 2001, una nueva rama de la cadena principal emerge como el MCM 2, convirtiéndose en MCM Pop en noviembre de 2003, cuando una segunda variación se establece bajo el nombre de MCM Top.
Desde 2002, la cadena también se ha desplegado en el extranjero con MCM Bélgica. En 2004 , un proyecto de modificación de la cadena de TDT francesa llamada iMCM fue planteado, pero finalmente pasó a llamarse Europa 2 TV el 31 de marzo de 2005 y rebautizado Virgin 17 el 1 de enero de 2008.
En 2005, MCM realiza cambios considerables en sus programas y También abandona el logotipo en forma de bola que mantenía desde 1998.
El 1 de septiembre de 2010, MCM comienza a emitir en formato panorámico (16:9).
En 2019 Lagardère vende todos sus canales de televisión (salvo Mezzo y Virgin Radio TV) al grupo M6.

## Identidad visual

Logo desde el 2010 al 2 de octubre de 2017.
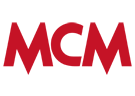
Logo desde el 2 de octubre de 2017.